# Clásico RCN 1966
La 6.ª edición del Clásico RCN (también conocida como: Doble a Anserma - Clásico RCN) fue una carrera de ciclismo en ruta por etapas que se celebró entre el 16 y el 17 de abril de 1966 con inicio y final en la ciudad de Medellín, Colombia.
La carrera se corrió como parte de los "chequeos" de la Liga de Ciclismo de Antioquia para la escoger su selección para participar en la Vuelta a Colombia y fue ganada por el ciclista antioqueño Javier Amado Suárez del equipo de Antioquia, quien con este triunfo completó su segunda victoria en la clasificación general del esta carrera. El podio lo completaron, los ciclistas Alfonso Galvis del Pereira y Martín Emilio Rodríguez de Antioquia.

## Etapas
| Etapa     | Fecha       | Recorrido          | Distancia (km) | Ganador             | Líder               |
| --------- | ----------- | ------------------ | -------------- | ------------------- | ------------------- |
| 1.ª etapa | 17 de abril | Medellín – Anserma | 138            | Javier Amado Suárez | Javier Amado Suárez |
| 2.ª etapa | 18 de abril | Anserma – Medellín | 138            | Alfonso Galvis      | Javier Amado Suárez |

## Clasificaciones finales
Las clasificaciones finalizaron de la siguiente forma:

### Clasificación general
| Clasificación general |                         |              |                  |
| Ciclista              | Ciclista                | Equipo       | Tiempo           |
| --------------------- | ----------------------- | ------------ | ---------------- |
| 1.º                   | Javier Amado Suárez     | Antioquia    | 11 h 20 min 16 s |
| 2.º                   | Alfonso Galvis          | Pereira      | + 2 min 51 s     |
| 3.º                   | Martín Emilio Rodríguez | Antioquia    | + 9 min 35 s     |
| 4.º                   | Álvaro Pachón           | Cundinamarca | + 10 min 44 s    |
| 5.º                   | Luis Emilio Vélez       | Antioquia    | + 13 min 11 s    |
| 6.º                   | Gabriel Halaixt         | Antioquia    | + 16 min 29 s    |
| 7.º                   | Daniel Correa           | Antioquia    | + 18 min 11 s    |
| 8.º                   | Ignacio Ramírez         | Antioquia    | + 24 min 40 s    |
| 9.º                   | Manuel Rojas            | Antioquia    | + 24 min 41 s    |
| 10.º                  | Asdrubal Salazar        | Antioquia    | + 27 min 52 s    |